# Take Care of the Young Lady
Take Care of the Young Lady (coréen: 아가씨를 부탁해, également appelée My Fair Lady, Lady Castle ou Take Care of the Young Lady) est une série télévisée sud-coréenne de 2009, mettant en vedette Yoon Eun-hye, Yoon Sang Hyun, Jung Il-woo et Moon Chae-won. Elle a été diffusée sur KBS 2TV du 19 août 2009 au 8 octobre 2009 pour 16 épisodes.

## Distribution
- Yoon Eun-hye - Kang Hye Na
- Yoon Sang Hyun - Seo Dong Chan
- Jung II Woo - Lee Tae Yoon
- Moon Chae-won - Yeo Eui Joo
- Lee Jung Gil - Kang Man Ho, président
- Kim Myung Kook - Kang Chul Goo, directeur
- Yoon Ye Hee - Jo Mi Ok
- Jang Ah Young - Kang Soo Ah
- Wang Suk Hyun - Kang Soo Min
- Kim Seung Wook - Jang Geun Soo, gérant
- Park Hyun Sook - Jang Min Hwa
- Kim Young Kwang - Jung Woo Sung
- Jo Hyun Kyu - Jang Dong Gun
- Shin Ki Hyun - Lee Byung Hun
- Lee Ga Hyun - Lee Jin Joo
- Han Tae Young - Lee Sun Joo
- Yoon Joo Young - Lee Mi Joo
- Kwon Ki Sun - Kim Seung Ja
- Kim Ik - Park Soo Ha
- Kwon Se In - Jeong Sik
- Song Joong Ki - le majordome beau (caméo)
- Han Ji Hoo - ami de Hye Na, (ep1 et ep11) (caméo)
- Heo Tae Hee
- Chae Byung Chan

## Diffusion internationale
- KBS2 (2009)
- ABS-CBN (2011)
- Panamericana Televisión (2011)
- Ecuavisa
- Canal 2 (TCS)
- MBC4 (2013)